# سابرینا دلانووی
سابرینا دلانووی (انگلیسی: Sabrina Delannoy؛ زادهٔ ۱۸ مهٔ ۱۹۸۶) بازیکن فوتبال اهل فرانسه است.
از باشگاه‌هایی که در آن بازی کرده‌است می‌توان به مرکز آکادمی فوتبال کلیر فونتین و باشگاه فوتبال زنان پاری سن ژرمن اشاره کرد.
وی همچنین در تیم‌های ملی فوتبال France women's national under-20 football team, France women's national under-20 football team، زنان فرانسه، و زنان فرانسه، بازی کرده‌است.